# Vittorio De Bisogno
Vittorio De Bisogno (Napoli, 4 novembre 1942) è un attore italiano specializzato in parti da caratterista.

## Biografia
Esordisce nel 1970 nel film Il debito coniugale accanto a Lando Buzzanca, ma riesce a ottenere maggior rilievo interpretando il figlio dell'onorevole Di Cori nel film successivo Vogliamo i colonnelli in cui è doppiato da un giovane Claudio Capone.
La sua carriera prosegue fino alla prima metà degli anni duemila interpretando ruoli da comprimario nel cinema e in televisione.
A partire dagli anni ottanta lavora con diversi attori del cinema italiano come Alberto Sordi, Michele Placido e Marcello Mastroianni; particolare è il sodalizio con il regista Nanni Loy con il quale lavora in diverse pellicole, ad esempio interpretando lo psichiatra nel film Testa o croce ed il barista tiranneggiato da un estorsore in Pacco, doppio pacco e contropaccotto.
Nel 1997 Vittorio De Bisogno presta la propria voce al personaggio di Joe nel secondo doppiaggio del film d'animazione Lilli e il vagabondo; le ultime apparizioni dell'attore sono televisive, in diverse fiction: dalla prima metà degli anni duemila Vittorio De Bisogno si ritira a vita privata.

## Filmografia

### Cinema
- Il debito coniugale, regia di Francesco Prosperi (1970)
- Vogliamo i colonnelli, regia di Mario Monicelli (1973)
- Marcia trionfale, regia di Marco Bellocchio (1976)
- Dove vai se il vizietto non ce l'hai?, regia di Marino Girolami (1979)
- Razza selvaggia, regia di Pasquale Squitieri (1980)
- Mia moglie è una strega, regia di Castellano e Pipolo (1980)
- Café Express, regia di Nanni Loy (1980)
- Giggi il bullo, regia di Marino Girolami (1982)
- Testa o croce, regia di Nanni Loy (1982)
- Paulo Roberto Cotechiño centravanti di sfondamento, regia di Nando Cicero (1983)
- Mi manda Picone, regia di Nanni Loy (1983)
- Tutti dentro, regia di Alberto Sordi (1984)
- Ginger e Fred, regia di Federico Fellini (1985)
- La gallette du roi, regia di Jean-Michel Ribes (1986)
- Stanno tutti bene, regia di Giuseppe Tornatore (1990)
- Pacco, doppio pacco e contropaccotto, regia di Nanni Loy (1993)
- Pasolini, un delitto italiano, regia di Marco Tullio Giordana (1995)
- Il decisionista, regia di Mauro Cappelloni (1997)
- Mi sei entrata nel cuore come un colpo di coltello, regia di Cecilia Calvi (2000)

### Televisione
- Cento città, regia di Piccio Raffanini (1978)
- La piovra, regia di Damiano Damiani (1984), episodio 4
- Quando arriva il giudice, regia di Giulio Questi (1986), episodio 5
- La piovra 3, regia di Luigi Perelli (1987), episodi 4 e 5
- Little Roma, regia di Francesco Massaro (1987), episodio 1
- Senator, regia di Gianfrancesco Lazotti (1990)
- Pronto soccorso (1990)
- La ragnatela, regia di Alessandro Cane (1991)
- Chiara e gli altri, regia di Gianfrancesco Lazotti (1991) 2ª stagione, episodio 8
- Un commissario a Roma, regia di Luca Manfredi (1993) episodio 5
- Linda e il brigadiere, regia di Gianfrancesco Lazotti (1997-1998)
- Anni '60, regia di Carlo Vanzina (1999) episodio 3
- Senza confini, regia di Fabrizio Costa (2001)
- Valeria medico legale, regia di Elvio Porta (2002) 2ª stagione, episodio 1